# 梶原有高
梶原 有高（かじわら ありたか、1988年6月16日 - ）は、神奈川県愛川町出身の陸上競技選手。専門は長距離種目。藤枝明誠高等学校卒業、日本体育大学中退後、松蔭大学経営文化学部卒業。プレス工業陸上競技部に約3年半、ひらまつ病院陸上部に約5年間所属し、現在はコモディイイダ駅伝部に所属。

## 経歴

### 中学・高校時代
愛川町立愛川中原中学校入学時から陸上競技を始め、当初から長距離を専門とした。中学3年次には第9回全国都道府県対抗男子駅伝競走大会に神奈川県代表として出場。2区を走り区間17位の成績を残した。
2004年、藤枝明誠高校に進学。主力として活躍し、チームが2年ぶりに出場した第56回全国高校駅伝では5区を務めた。3年次の第57回全国高校駅伝では最終7区を務めた。

### 大学時代
2007年、日本体育大学（体育学部）に進学。しかし部内の雰囲気に馴染めずわずか2ヶ月で退部、大学も退学してしまう。その後は実家の近くの公園で1人で練習を続けていたが、その姿が近くの厚木市を拠点とし、箱根駅伝初出場を目指す松蔭大学のマネージャーの目に留まり、翌2008年に松蔭大学に再入学し、箱根駅伝を目指すことになった。元々、箱根駅伝常連校である日体大に一度は入学したこともあり、1年生ながらも部内では走力のある選手であった。
第85回箱根駅伝予選会ではチームは19位に終わり本戦出場を逃すも、個人では学内1位となる48位に入り、本大会出場を逃した大学の選手の中では9番目のタイムで、1年生ながら関東学連選抜入りを果たす。本大会では7区にエントリーされ、川内優輝（学習院大学）から11位でタスキを受け取ると、5人の9位集団から最後は抜け出して単独9位でタスキリレー。区間5位の好走でチームの総合9位に貢献した。
2年次の第86回箱根駅伝予選会ではチームは22位に終わるも、個人では2年連続学内1位となる35位に入り、本大会出場を逃した大学の選手の中では4番目のタイムで2年連続の学連選抜入りを果たす。本大会では2年連続で7区を務めたが序盤からペースが上がらず、さらに残り数キロで脚に痙攣を起こし13番手から20番手（最後尾）まで後退。区間最下位に終わった。学連選抜は6区までシード権を争う11位につけていたが、梶原の失速で16位に転落。その後も巻き返すことができず総合16位に終わる。
3年次の第87回箱根駅伝予選会ではチームは15位と躍進するも本戦出場には届かず。個人では3年連続学内1位となる21位に入り、本大会出場を逃した大学の選手の中では2番目のタイムで3年連続の学連選抜入りを果たす。本大会では2区候補の選手が故障したこともあり、急遽2区を担当。7位でタスキを受けると9人の6位集団の中でレースを展開。11位でタスキリレーした。1時間08分50秒とタイム的にはそれほど悪くはなかったが、全体のペースが速く、区間12位であった。
4年次の関東インカレ2部10000mでは日本人2番手の5位入賞、ハーフマラソンでは4位入賞を果たすなど関東を代表する学生ランナーに成長。2011年9月24日の日体大記録会で自身初の10000m28分台となる28分52秒55を記録する。第88回箱根駅伝予選会では4年連続学内1位となるも、目標としていた個人10位以内にはわずかに届かず20位。チームは17位に終わり、ついに在学中に母校を初出場に導くことはできなかった。個人としては4年連続の学連選抜入りとなり、本大会では当日エントリー変更で3区を担当。序盤から突っ込み遊行寺坂の定点では区間3位（日本人トップ）のタイムを刻むが、オーバーペースになり後半失速。区間11位に終わり、11位から14位に順位を下げた。
母校及び学連選抜の両方で4年連続箱根駅伝を走った選手は石川卓哉（明治大学）、森本卓司（神奈川大学）、早川翼（東海大学）など数例あるが、4年連続で学連選抜のメンバーとして箱根を走ったのは梶原が唯一である。

### 実業団時代
2012年、プレス工業に入社。入社初年度の2013年第57回ニューイヤー駅伝では最長区間である4区を務め区間20位。3月にはびわ湖毎日マラソンで初マラソンを経験し、2時間18分01秒の34位。
2013年の第97回日本選手権5000mでは7位入賞。同年9月29日の日体大記録会5000mで13分36秒79の自己ベストを記録し、1993年に仲村明（富士通）の持っていた5000m神奈川県記録を20年ぶりに更新した。2014年第58回ニューイヤー駅伝では2年連続で4区を務め、区間20位。同月の第19回全国都道府県対抗男子駅伝では3区で区間4位の好走。順位を2位に上げ、神奈川県チーム史上最高の9位に貢献した。
2014年の第98回日本選手権5000mでは13分45秒88の好タイムで4位入賞。2015年第59回ニューイヤー駅伝では1区を担当し、区間賞を獲得した大迫傑（日清食品グループ）に最後まで食らいつき2位でタスキリレー。チーム史上最高の21位に大きく貢献した。プレス工業はニューイヤー駅伝初出場以来6年連続で最高順位を更新することとなった。同年10月にプレス工業を退部。マラソンに専念するため市民ランナーとして競技を続けることを選択した。
2016年・2017年は厚木市陸上競技協会に所属し全国都道府県対抗男子駅伝に出場。2016年は最終7区で区間7位と好走した。
2017年からは佐賀県小城市のひらまつ病院陸上部に所属。同年の九州実業団毎日駅伝では最終7区を務め区間3位の好走。チームをニューイヤー駅伝初出場に導くと、第58回ニューイヤー駅伝でも1区で区間3位の好走を見せた。2018年以降は3年連続で九州実業団毎日駅伝・ニューイヤー駅伝ともに1区を担当し続けている。
2020年12月の第104回日本選手権5000mでは、13分35秒24の自己ベストで7位入賞を果たす。
2023年1月、関東に戻りコモディイイダ駅伝部に移籍することが発表された。

## 主な戦績
- 2010年 第45回千葉国際クロスカントリー大会 12km 123位 40分24秒
- 2011年 第46回千葉国際クロスカントリー大会 12km 15位 36分28秒
- 2011年 第40回世界クロスカントリー選手権大会 12km 86位 37分40秒
- 2011年 第90回関東インカレ2部 10000m 5位 29分24秒30
- 2011年 第90回関東インカレ2部 ハーフマラソン 4位 1時間06分37秒
- 2011年 第80回日本インカレ 5000m 10位 14分15秒11
- 2012年 第26回福岡国際クロスカントリー大会 10km 31位 32分10秒
- 2013年 第68回びわ湖毎日マラソン 34位 2時間18分01秒
- 2013年 第97回日本陸上競技選手権大会 5000m 7位 13分54秒75
- 2013年 第26回上尾シティハーフマラソン 3位 1時間02分37秒
- 2014年 東京マラソン2014 32位 2時間18分58秒
- 2014年 第98回日本陸上競技選手権大会 5000m 4位 13分45秒88
- 2016年 第70回福岡国際マラソン 16位 2時間14分27秒
- 2020年 第104回日本陸上競技選手権大会 5000m 7位 13分35秒24

### 駅伝成績
- 2004年 第9回全国都道府県対抗男子駅伝 2区区間17位 9分00秒
- 2005年 第56回全国高校駅伝 5区区間17位 8分58秒
- 2006年 第57回全国高校駅伝 7区区間33位 15分11秒
- 2009年 第85回箱根駅伝 7区区間5位 1時間05分40秒
- 2010年 第86回箱根駅伝 7区区間20位 1時間10分54秒
- 2011年 第87回箱根駅伝 2区区間12位 1時間08分50秒
- 2012年 第88回箱根駅伝 3区区間11位 1時間04分02秒
- 2012年 第17回全国都道府県対抗男子駅伝 7区区間28位 39分13秒
- 2013年 第57回ニューイヤー駅伝 4区区間20位 1時間05分24秒
- 2014年 第58回ニューイヤー駅伝 4区区間20位 1時間05分43秒
- 2014年 第19回全国都道府県対抗男子駅伝 3区区間4位 23分57秒
- 2015年 第59回ニューイヤー駅伝 1区区間2位 34分52秒
- 2015年 第20回全国都道府県対抗男子駅伝 3区区間15位 24分34秒
- 2016年 第21回全国都道府県対抗男子駅伝 7区区間7位 38分25秒
- 2017年 第22回全国都道府県対抗男子駅伝 3区区間17位 24分50秒
- 2017年 第54回九州実業団毎日駅伝 7区区間3位 43分44秒
- 2018年 第62回ニューイヤー駅伝 1区区間3位 34分58秒
- 2018年 第23回全国都道府県対抗男子駅伝 7区区間22位 39分04秒
- 2018年 第55回九州実業団毎日駅伝 1区区間7位
- 2019年 第63回ニューイヤー駅伝 1区区間19位
- 2019年 第24回全国都道府県対抗男子駅伝 3区区間34位 25分23秒
- 2019年 第56回九州実業団毎日駅伝 1区区間8位
- 2020年 第64回ニューイヤー駅伝 1区区間23位
- 2020年 第57回九州実業団毎日駅伝 1区区間9位
- 2021年 第65回ニューイヤー駅伝 1区区間9位

## 自己記録
- 1500m - 3分49秒00 （2014年7月12日 GULDENSPORENMEETING 16位）
- 3000m - 8分12秒95 （2013年6月26日 ホクレンディスタンスチャレンジ2013第1戦士別大会 7位）
- 5000m - 13分35秒24 （2020年12月4日 第104回日本陸上競技選手権大会 7位）
- 10000m - 28分13秒42 （2015年11月14日  日本体育大学長距離競技会 1位）
- ハーフマラソン - 1時間02分37秒（2013年11月17日 上尾シティハーフマラソン）
- マラソン - 2時間14分27秒（2016年12月4日 第70回福岡国際マラソン）